# The Sword of Conan
The Sword of Conan (letteralmente "La spada di Conan") è un'antologia di otto racconti fantasy sword and sorcery dello scrittore statunitense Robert E. Howard dedicati a Conan il barbaro. Fu pubblicata per la prima volta con copertina rigida da Gnome Press nel 1952. Le storie originariamente apparvero negli anni trenta nella rivista fantasy Weird Tales. Questa collezione non è mai stata pubblicata in paperback; tuttavia, i racconti di cui si compone sono stati divisi e distribuiti tra le altre collane di "Conan".

## Contenuti
- Gli accoliti del cerchio nero (The People of the Black Circle, 1934)
- L'ombra che scivola (The Slithering Shadow, 1933)
- Lo stagno dei neri (The Pool of the Black One, 1933)
- Chiodi rossi (Red Nails, 1936)

### Accoglienza
P. Schuyler Miller ha descritto le storie come puro intrattenimento più scandalosamente «blood-and-thunderish sort».